# Bilchbeutler
Die Bilchbeutler (Burramyidae) sind eine Familie aus der Beuteltierordnung der Diprotodontia. Sie tragen ihren Namen aufgrund ihrer Ähnlichkeit mit den Bilchen, einer Nagetierfamilie, zu der unter anderem der Siebenschläfer gehört. Die Familie umfasst fünf Arten.

## Verbreitung
Bilchbeutler kommen im ganzen südlichen und östlichen Australien sowie auf Neuguinea vor.

## Beschreibung
Bilchbeutler ähneln äußerlich Nagetieren. Ihr Fell ist an der Oberseite grau oder braun, an der Unterseite heller. Der Schwanz, der länger als der Körper ist, ist außer an der Wurzel unbehaart und dient als Greiforgan. Die Füße enden jeweils in fünf Fingern, die erste Zehe der Hinterpfoten ist opponierbar. Bilchbeutler erreichen eine Kopfrumpflänge von 7 bis 13 Zentimetern und ein Gewicht von bis zu 50 g.

## Lebensweise
Außer dem Bergbilchbeutler, der meist am Boden lebt, sind die Bilchbeutler vorrangig Baumbewohner. Mit ihrem Greifschwanz und den zum Greifen geeigneten Pfoten klettern sie geschickt durch die Äste. Sie sind nachtaktiv, tagsüber ziehen sie sich in ein Nest zurück. Dieses Nest kann selbst gebaut sein, manchmal beziehen sie auch ein verlassenes Vogelnest.
Das herausragendste Merkmal ist, dass Bilchbeutler als einzige australische Beuteltiere einen Winterschlaf halten können. (Bei allen Beuteltieren wird ein Winterschlaf nur noch bei der amerikanischen Chiloé-Beutelratte berichtet.) Zu diesem Zweck wächst die Schwanzwurzel an Fettspeicher vorher an.

## Nahrung
Bilchbeutler sind Allesfresser. Auf ihrem Speiseplan stehen neben Samen, Früchten, Blättern und anderem pflanzlichen Material auch Würmer, Insekten und deren Larven sowie kleine Wirbeltiere.

## Fortpflanzung
Bilchbeutler haben einen gut entwickelten Beutel mit vier oder sechs Zitzen, der sich nach vorne öffnet. Die Zeit der Geburt hängt vom Lebensraum ab: Während die im Gebirge lebenden Arten ihren Nachwuchs nur im Frühling zur Welt bringen, können die Arten in wärmeren Gebieten ganzjährig gebären. Nach kurzer Tragzeit werden ein bis acht Junge geboren, die wie viele Beuteltiere im Beutel der Mutter weiterwachsen. Mit drei bis vier Wochen verlassen die Jungtiere den Beutel, mit zwei bis drei Monaten sind sie entwöhnt und nach 12 bis 15 Monaten werden sie geschlechtsreif.
Bilchbeutler haben eine Lebenserwartung von vier bis sechs Jahren.

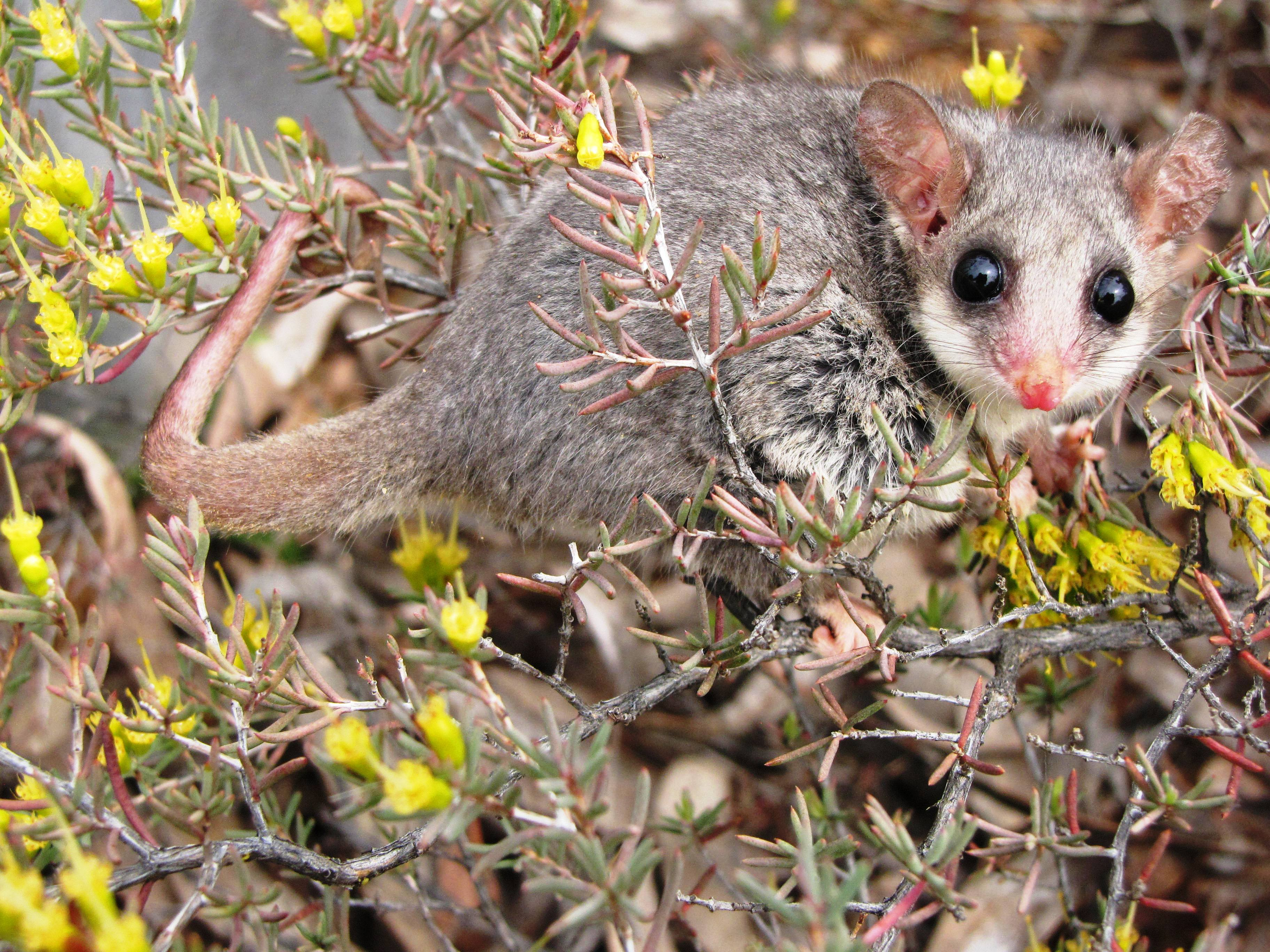
Östlicher Zwergbilchbeutler, Pilliga Forest, New South Wales

## Systematik
- Der Bergbilchbeutler (Burramys parvus) lebt in einem kleinen Gebiet im südöstlichen Australien.
- Die vier Arten der Schlafbeutler (Cercartetus) sind über Australien und Neuguinea verbreitet.